# Miguel Ventura Terra
Miguel Ventura Terra (Seixas, Caminha, 14 de julho de 1866 – Lisboa, 30 de abril de 1919) foi um arquiteto português de formação portuguesa e francesa. 

## Vida
Frequentou o curso de Arquitetura da Academia Portuense de Belas-Artes entre 1881 e 1886. Em 1886, esteve em Paris como pensionista (bolseiro) do Estado na classe de Arquitectura Civil, onde frequentou a École nationale et spéciale des Beaux-Arts e foi discípulo do Victor Laloux, arquiteto da Gare de Orsay, hoje Museu de Orsay. O seu período de estudo em Paris foi prolongado através dum pedido especial do Rei D. Carlos para que pudesse receber do governo francês o diploma de arquitecto de 1.ª classe. Em 1894 ficou em segundo lugar no concurso para o monumento do Infante D. Henrique, no Porto. 
Quando Ventura Terra chega a Paris, mudanças importantes estavam a acontecer, Victor Laloux que cria o seu próprio atelier de ensino que “até 1937 obteve 31 segundos prémios e 16 grandes prémios” da academia francesa em Roma. Apesar de este não ter sido o percurso do nosso arquitecto, é indispensável compreender quanto a frequência do mais prestigiado atelier francês foi fundamental para a sua formação. O gosto parisiense não se ajustava a uma burguesia que se afirmava nos grandes centros urbanos e que não se revia numa Arquitectura de feição europeia, onde a tradição, forma e função procuravam, pelo traço de Ventura Terra, soluções originais.
Em 1896, regressa a Portugal e integra os quadros do Ministério das obras públicas como arquitecto de 3.ª classe da Direcção de Edifícios Públicos e Faróis. Nesse mesmo ano triunfou no concurso para a reconstrução da Câmara dos Deputados no Palácio das Cortes em Lisboa.
Segundo tradição oral, Ventura Terra recebeu do Rei D. Carlos o Compasso que pertenceu a João Frederico Ludovice, autor do projecto do Convento de Mafra.
É autor de palacetes, de habitações de rendimento mais qualificadas, essencialmente na capital, construções ecléticas, cosmopolitas e utilitárias, mas também de importantes equipamentos urbanos como a primeira creche lisboeta (1901), da Associação de Protecção à primeira Infância, a Maternidade Alfredo da Costa (1908) e os Liceu Camões (1907), Liceu Pedro Nunes (1909) e Liceu Maria Amália Vaz de Carvalho (1913).
Miguel Ventura Terra projectou, igualmente, dois pavilhões da representação portuguesa na Exposição de Paris, de 1900, bem como o pedestal do monumento ao Marechal Saldanha, com o escultor Tomás Costa (1900), em Lisboa, a Igreja de Santa Luzia, de Viana do Castelo (1903), a Sinagoga de Lisboa inaugurada em 1904 na Rua Alexandre Herculano, o edifício do Banco Totta & Açores, na Rua do Ouro (1906), Lisboa, naquela que constitui a primeira intervenção moderna na baixa pombalina, o Teatro Politeama (1912-1913), representativo da Arte do Ferro, também em Lisboa, e a fachada do Palace Hotel de Vidago (1910).
Alcançou quatro vezes o Prémio Valmor de Arquitectura (1903, 1906, 1909 e 1911) e uma Menção Honrosa, no mesmo concurso (1913).
Todas as obras denotam o gosto do artista por uma monumentalidade não exacerbada, por fachadas assimétricas e pela utilização de novos materiais.
Em 1908 foi eleito para a Câmara Municipal de Lisboa, onde permaneceu durante a primeira vereação republicana, até 1913. Enquanto vereador republicano, Ventura Terra fez inúmeras propostas de melhoramentos urbanos para a cidade de Lisboa. É da sua autoria um projecto urbanístico para o Parque Eduardo VII, o plano de melhoramentos da zona ribeirinha da cidade, propondo que a linha ferroviária terminasse em Santos e não no Cais do Sodré, possibilitando que esta zona (entre Santos e o Cais do Sodré) pudesse ser transformada numa zona de lazer.
Ventura Terra transportou um conjunto de valores de sinal contrario ao romantismo oitocentista e ao ecletismo formal dos estilos. A estrutura das suas obras leva-o há criação de obras onde a coerência das composições predomina sobre as tendências expressivas, subjugando a decoração e os acidentes das fachadas a um severo e elaborado jogo composicional. Os seus edifícios de habitação corrente, exibem uma urbanidade e um entendimento da contenção com que proteja as fachadas, que raramente exploram as suas volumetrias ou densidade das suas massas. Apesar da morte prematura, a obra deste arquitecto republicano trouxe a Lisboa de inicio de século um sinal de progresso e de racionalidade que deixaria marcas nas gerações seguintes.
Trabalhou ainda no plano de urbanização do Funchal (1915).
Miguel Ventura Terra foi um dos grandes responsáveis pela criação da Sociedade dos Arquitectos Portugueses, em actividade desde 1903, da qual foi o primeiro presidente e de onde nasceu o Anuário da sociedade dos arquitetos portugueses (1905-1919) no qual colaborou. Exerceu o cargo de vogal do Conselho dos Monumentos Nacionais.
Este artista, republicano e maçom, morreu na cidade de Lisboa a 30 de Abril de 1919. Está sepultado em Seixas, Caminha.

## Alguns projetos e obras
- 1897 - Capela encomendada da rainha Maria Pia para o Palácio Nacional da Ajuda. Onde se encontra o único El Greco em Portugal.[4]
- 1903 – Edifício de Ventura Terra - Prémio Valmor, Rua Alexandre Herculano, 59, Lisboa.
- 1905 – Banco Totta e Açores, Rua do Ouro, Lisboa (Classificação Camarária).[5]
- 1906 – Casa Viscondes de Valmor - Prémio Valmor.[6]
- 1908-11 – Museu de Esposende.[7]
- 1909 – Palacete Mendonça - Prémio Valmor.[6]
- 1911 – Alexandre Herculano, 25-25A - Prémio Valmor.
- Renovação do Palácio de São Bento, nomeadamente da Sala das Sessões, da Sala dos Passos Perdidos e projecto inicial da Escadaria Nobre.
- Maternidade Alfredo da Costa
- Sinagoga de Lisboa
- Liceu Camões (actual Escola Secundária de Camões) (1907-1909)[6]
- Liceu Pedro Nunes (actual Escola Secundária Pedro Nunes) (1908-1911)[6]
- Liceu Maria Amália Vaz de Carvalho (Lisboa)
- Teatro-Club de Esposende (hoje Museu Municipal de Esposende)
- Teatro Politeama (Lisboa)
- Edifício do Banco Lisboa e Açores (mais tarde, Banco Totta & Açores), na Rua do Ouro, em Lisboa[6]
- Santuário de Santa Luzia (Viana do Castelo) (1899-1925)[6]
- Hotel de Santa Luzia (Viana do Castelo) (1900)[6][8]
- Hospital de Esposende[6]
- Banco de Portugal (Porto) com Teixeira Lopes[6]

### Banco Totta e Açores

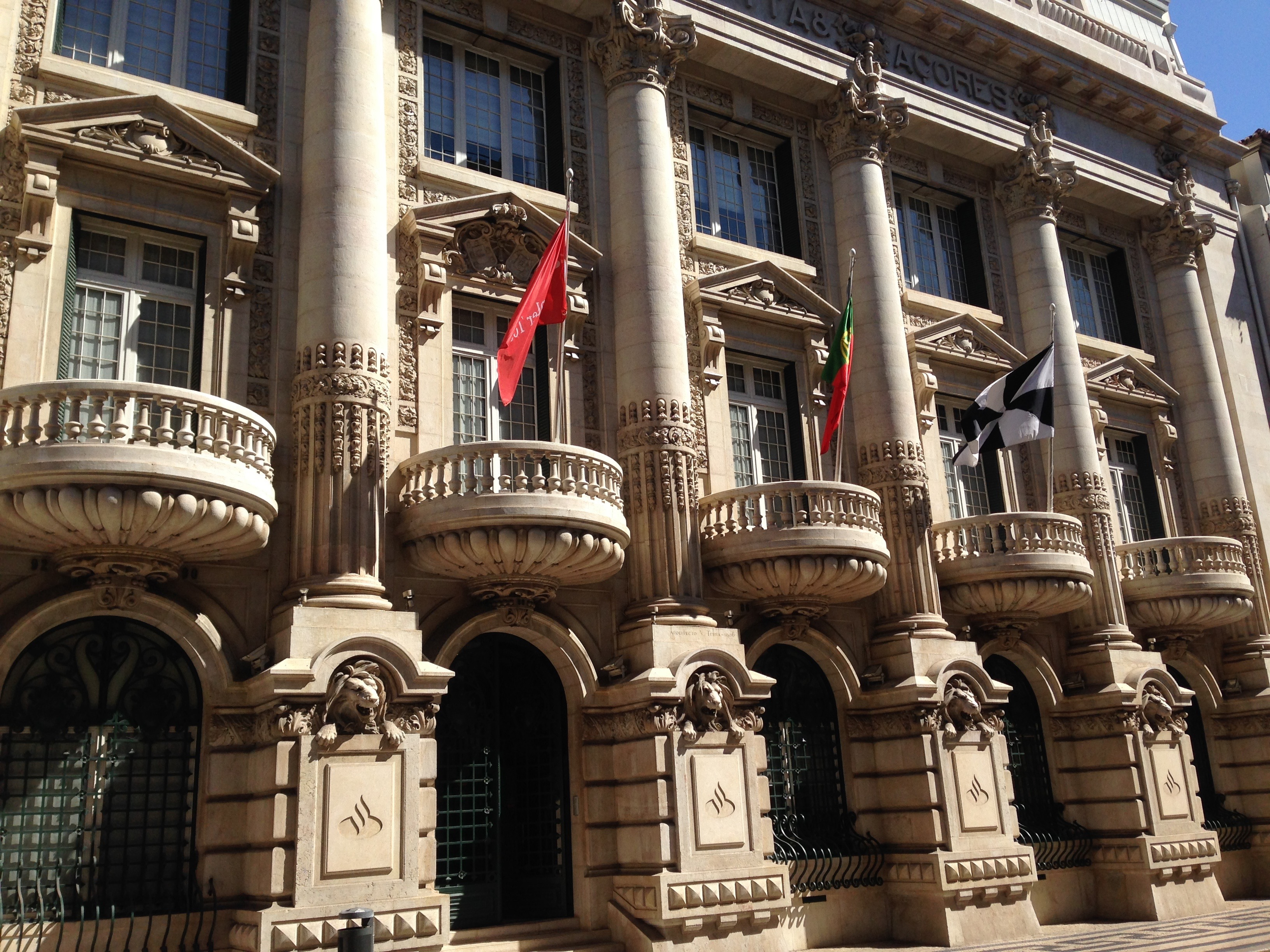
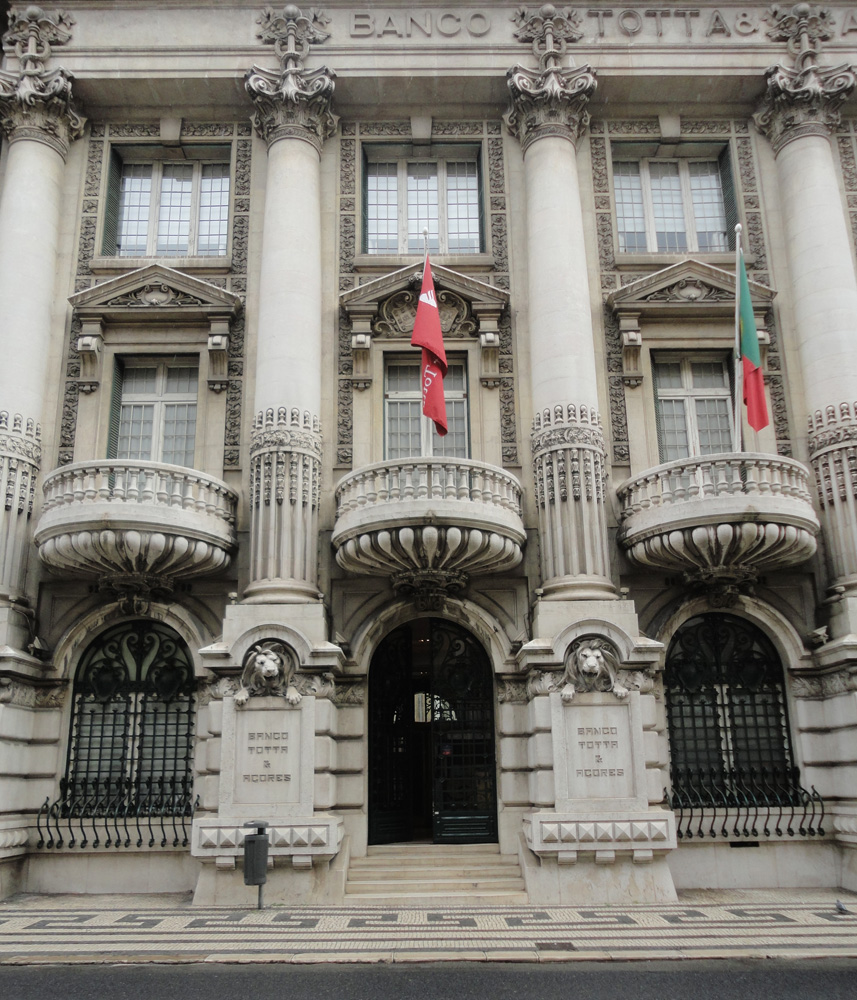

### Casa dos Viscondes de Valmor

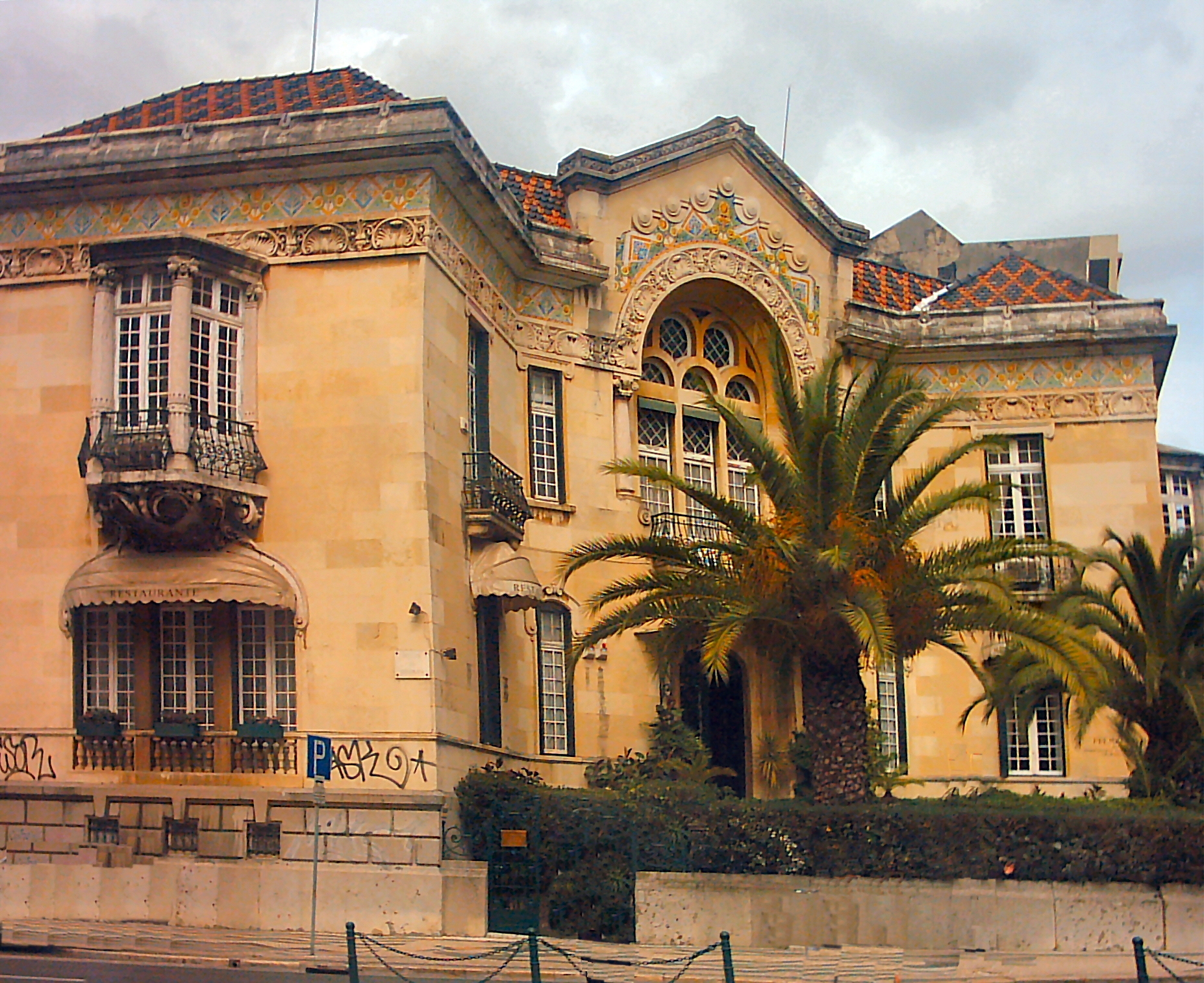

### Museu de Esposende

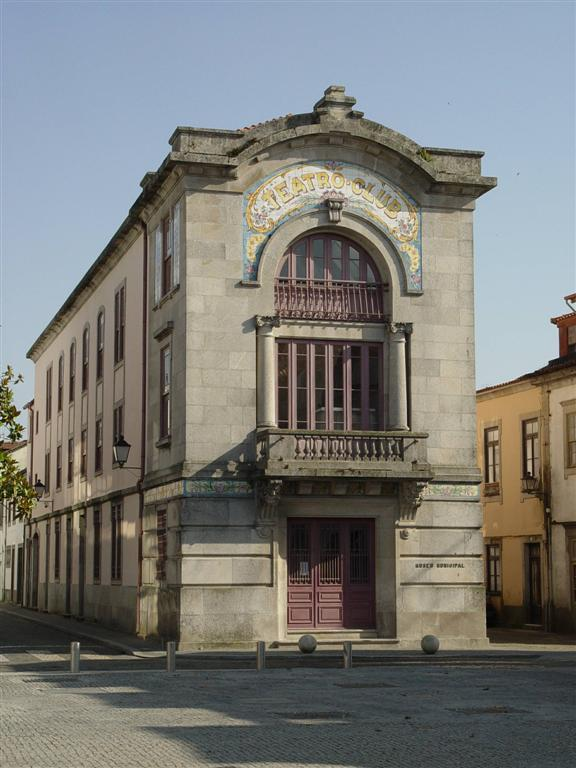

### Liceu Pedro Nunes

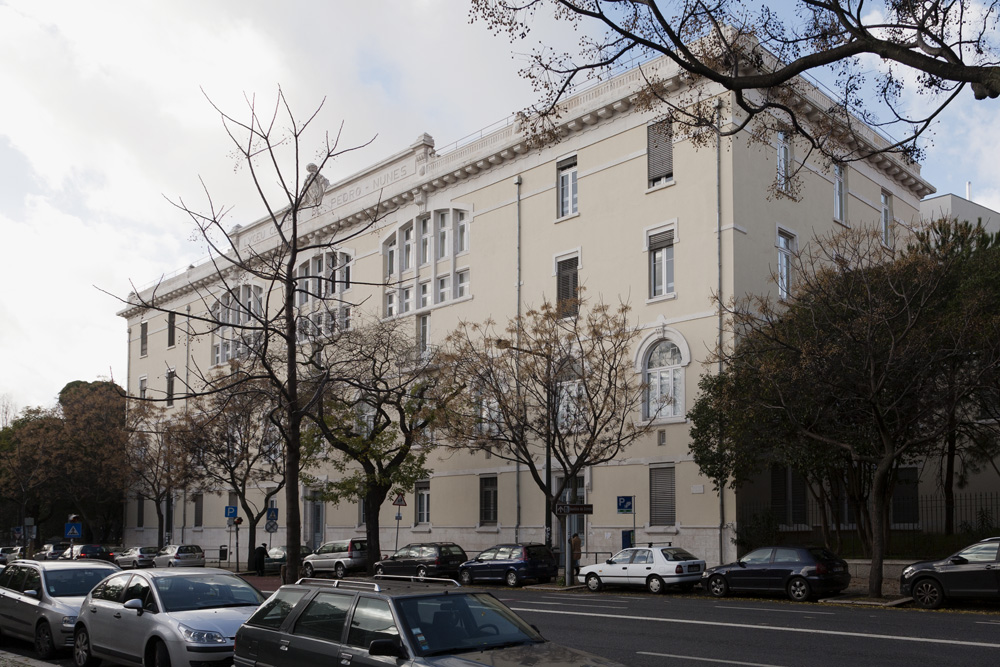
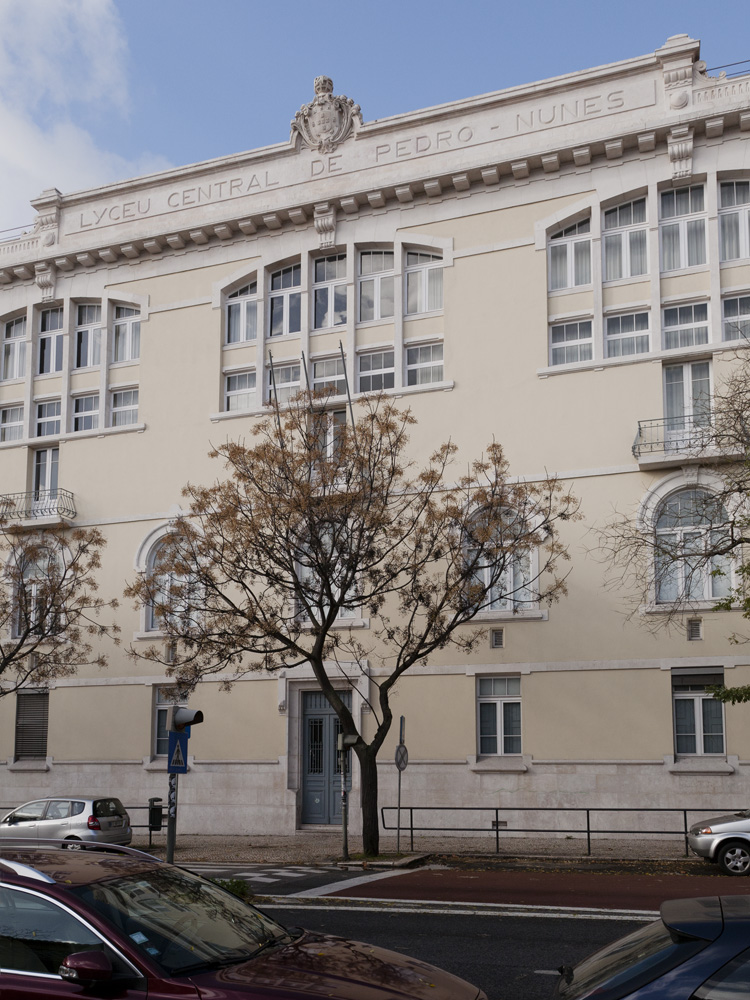
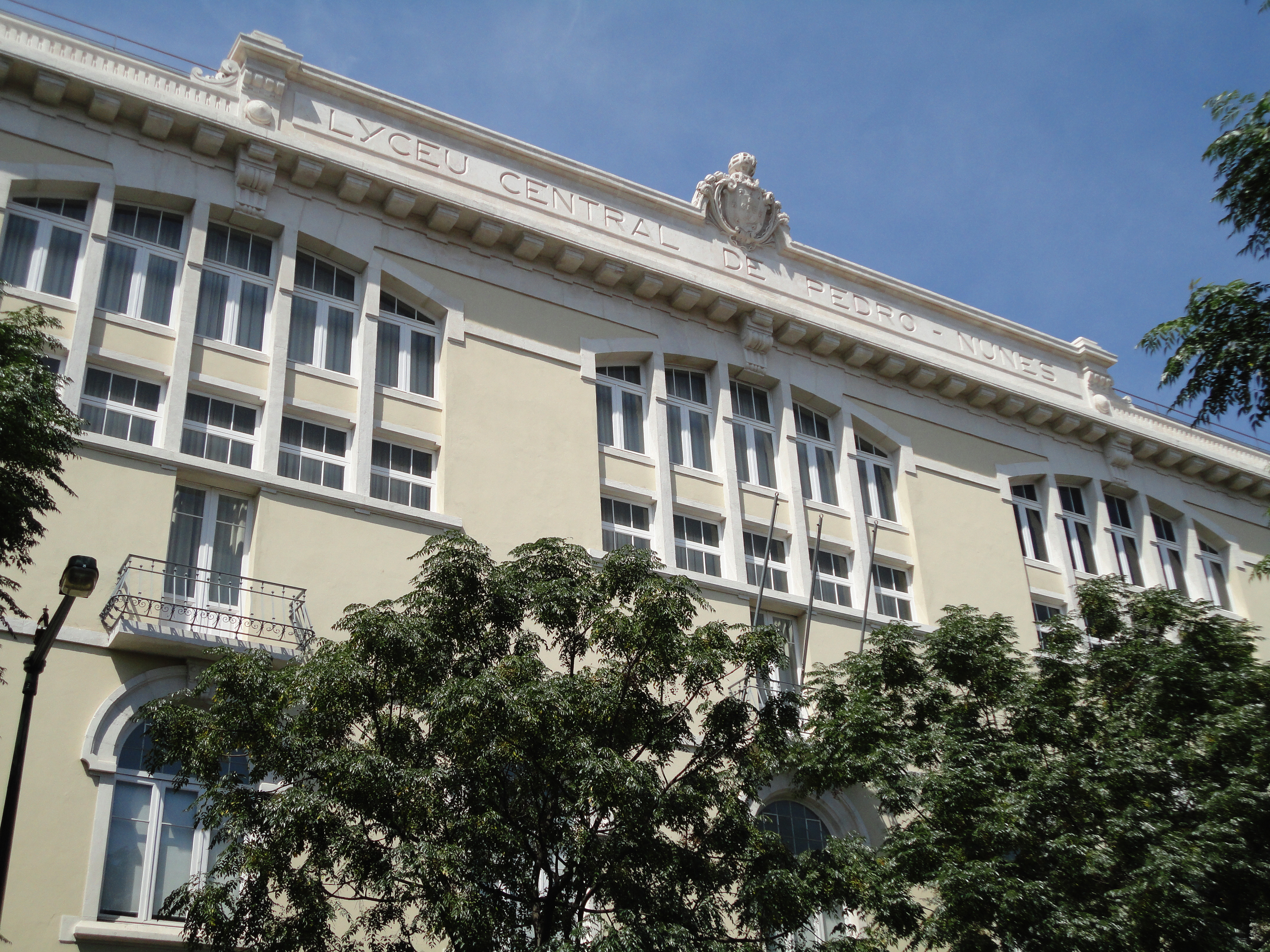

### Liceu Camões

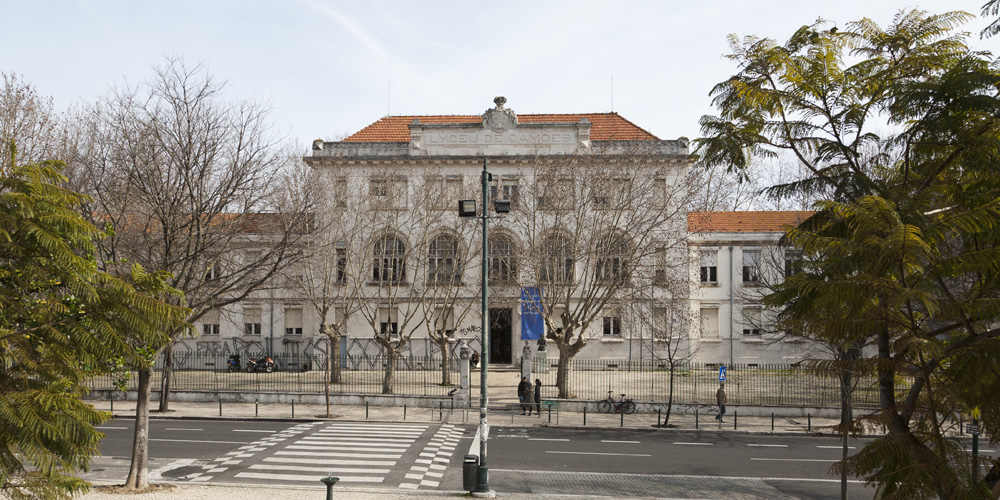
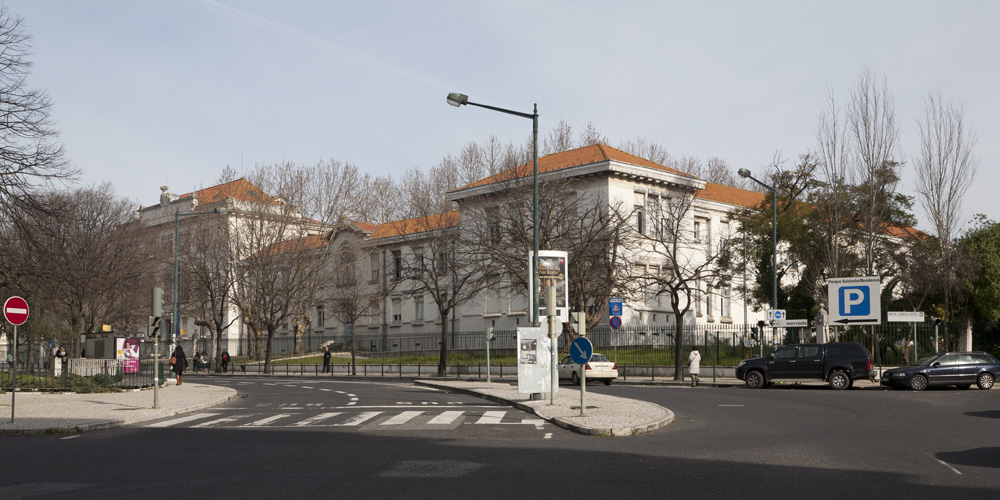

### Maternidade Alfredo da Costa

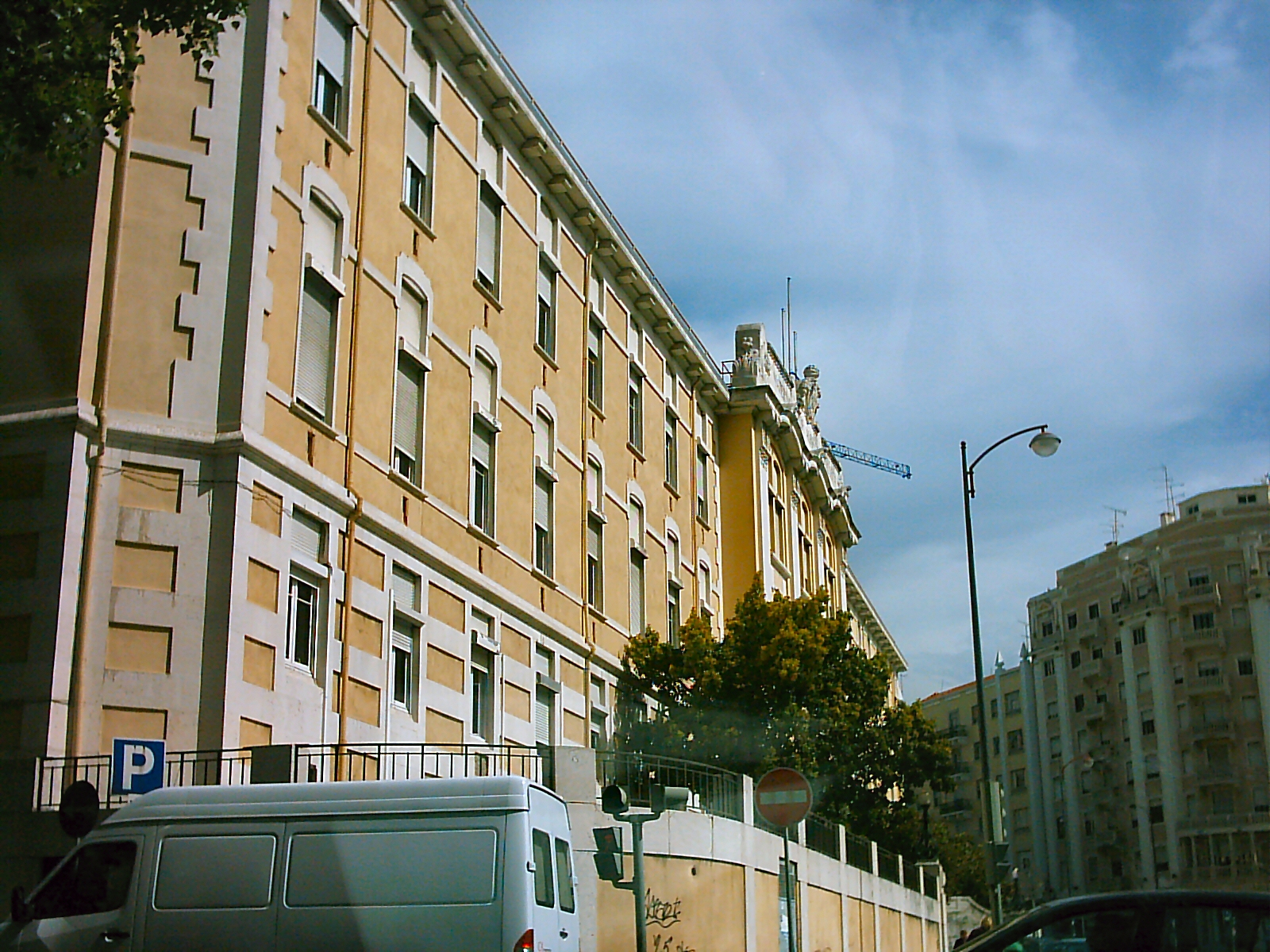

### Edifícios de habitação

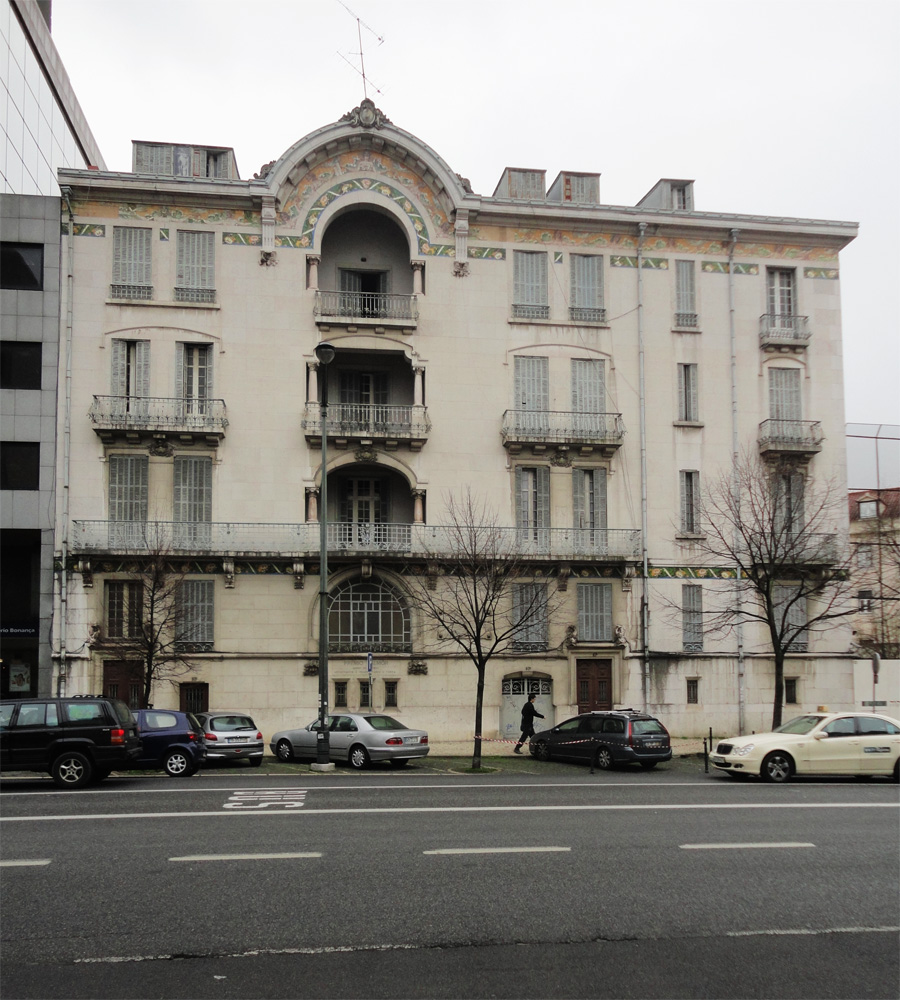
Edifício de Ventura Terra, Rua Alexandre Herculano, Lisboa
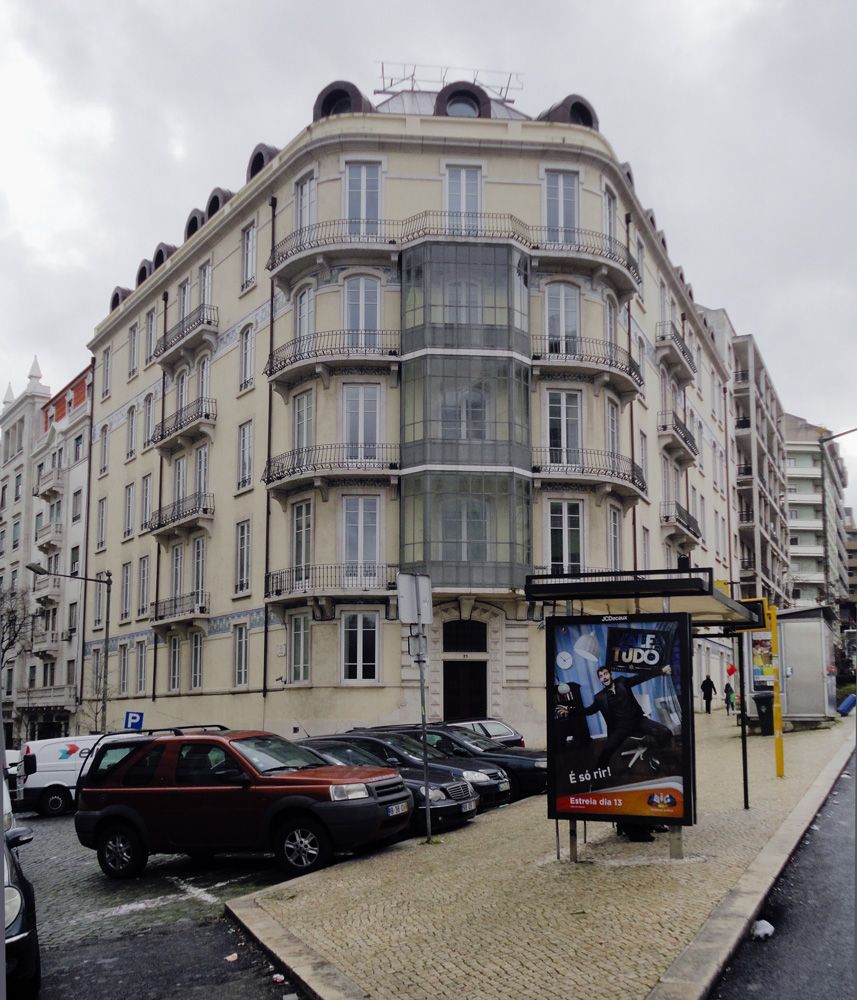
Rua Duque Palmela, 37, Lisboa
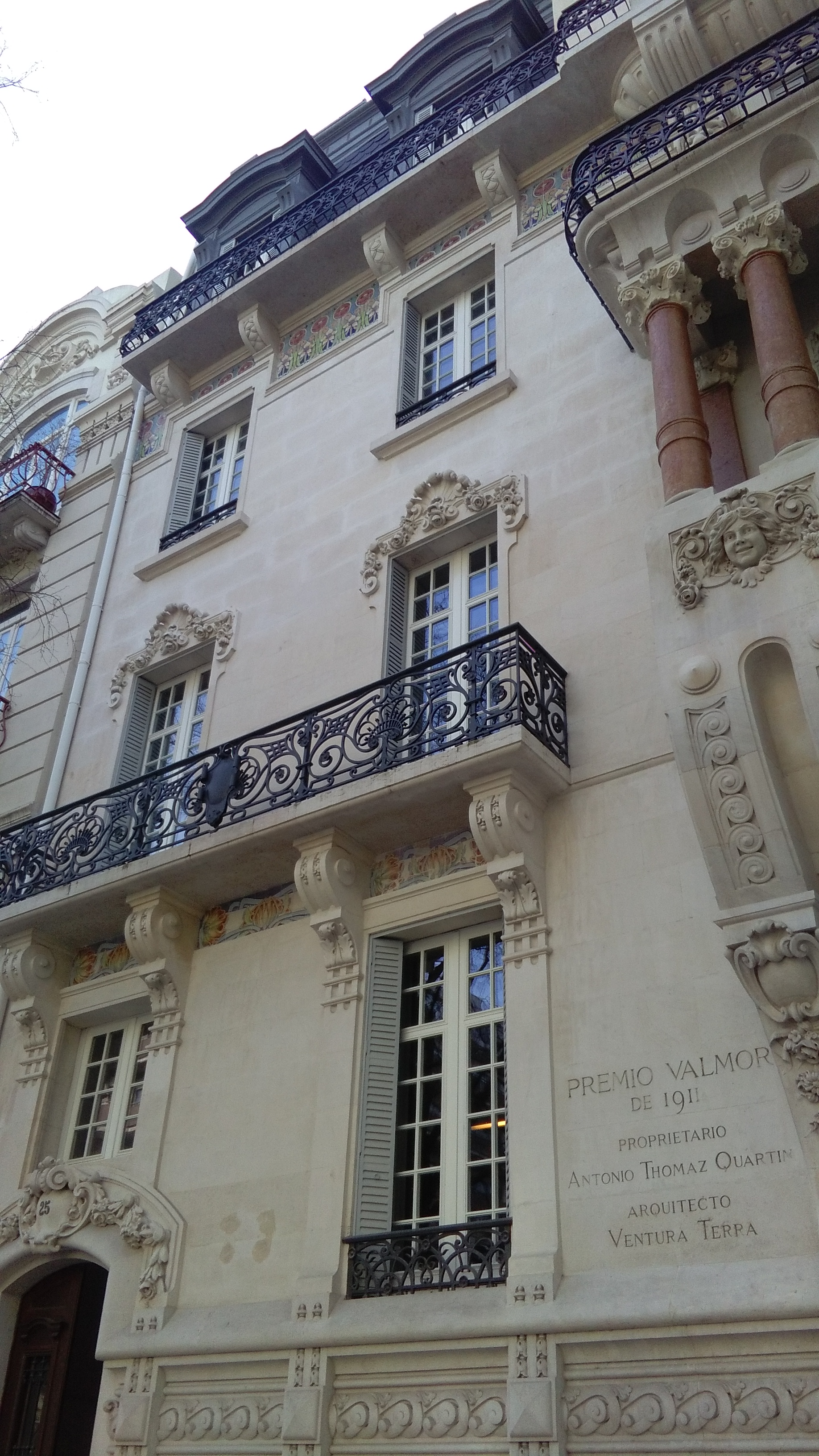
Alexandre Herculano, 25-25A, Lisboa